# قروند میانی
قروند میانی (به لاتین: Orta Qərvənd) یک منطقه مسکونی در جمهوری آذربایجان است که در شهرستان آق‌دام واقع شده است.